# Ydby Hede
Koordinaten: 56° 41′ 54,2″ N, 8° 26′ 27″ O
Die Ydby Hede (Heide) liegt zwischen den Dörfern Ydby und Boddum, im äußersten Süden von Thy bzw. im Nordwesten von Jütland nahe dem Skibsted Fjord, in Dänemark.
Der so genannte Vorzeitfriedhof (dän. Oldtidskirkegården) auf der Ydby Hede ist eine Ansammlung von 32 Hügelgräbern aus der Bronzezeit. Es handelt sich um die größte erhalten gebliebene Anhäufung von Großhügeln in Dänemark. In der nahen Dover Plantage, einem Aufforstungsgebiet, liegen weiter 14 Rund- und zwei Langhügel. Auf der anderen Seite der Boddum Bæke, einem Bachtal liegen weitere 12 Hügel. Einige davon sind nur einen halben Meter hoch, während andere fünf Meter messen. Vor 3 – 4000 Jahren wurde in den Grabhügeln in Baumsärgen bestattet.
Das Baumaterial der Hügel sind Soden. Die Großhügel bestimmen den Norden von Jütland weit mehr wie Dolmen und Ganggräber oder Vorzeitdenkmäler (wie Steinkisten). Die parkähnlichen Landschaft der Bronzezeit bestand hier aus offenen Flächen mit eingestreut Baumgruppen. Die Hügelreihen liegen oft auf den Moränen. Sie gehören mitunter zu den höchsten Geländepunkten in den Regionen Dänemarks. Sie wurden jedoch nicht auf dem höchsten Punkt natürlicher Anhebungen errichtet, sondern dort, wo die Hügel bereits abzufallen beginnen.

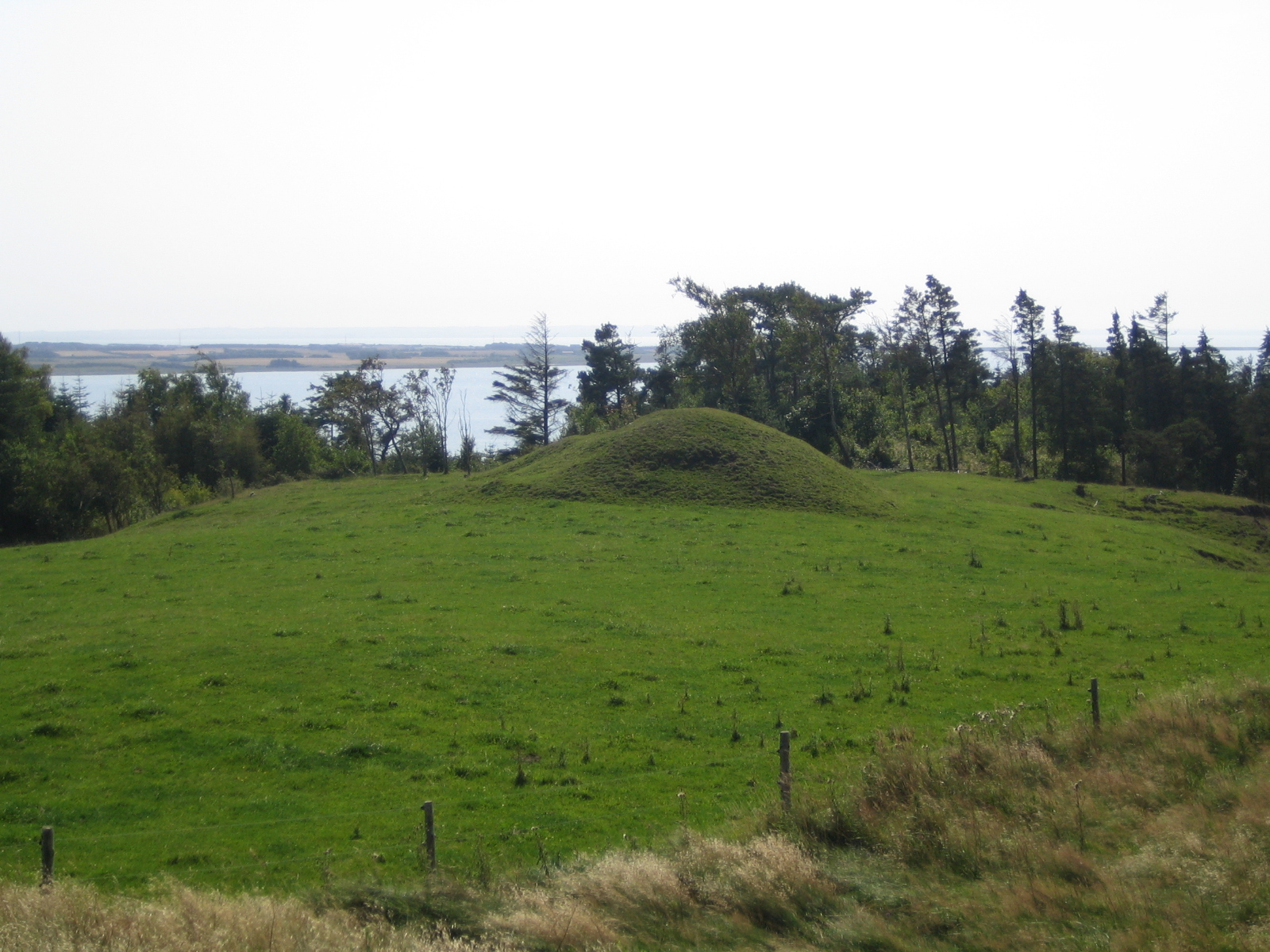
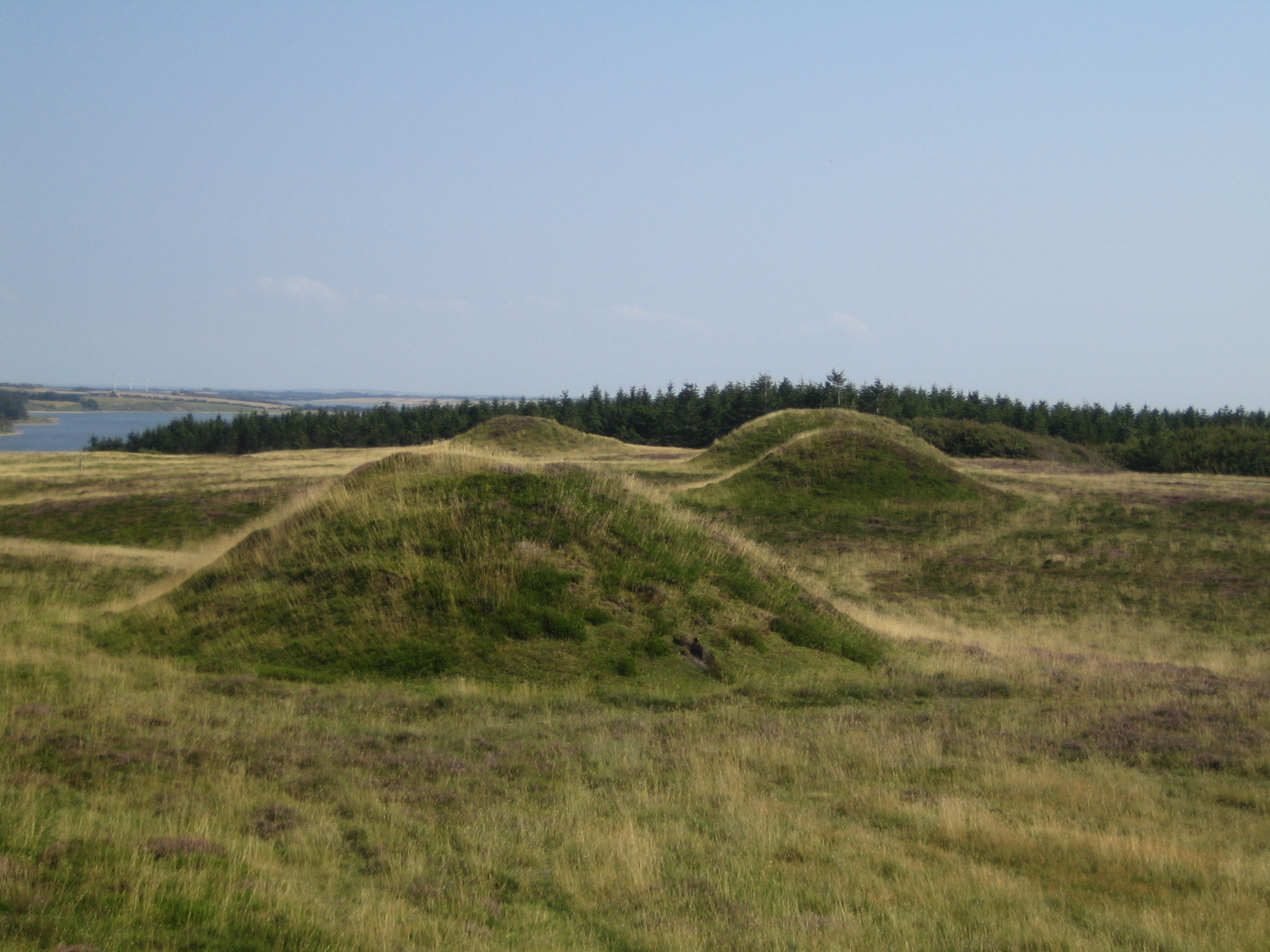
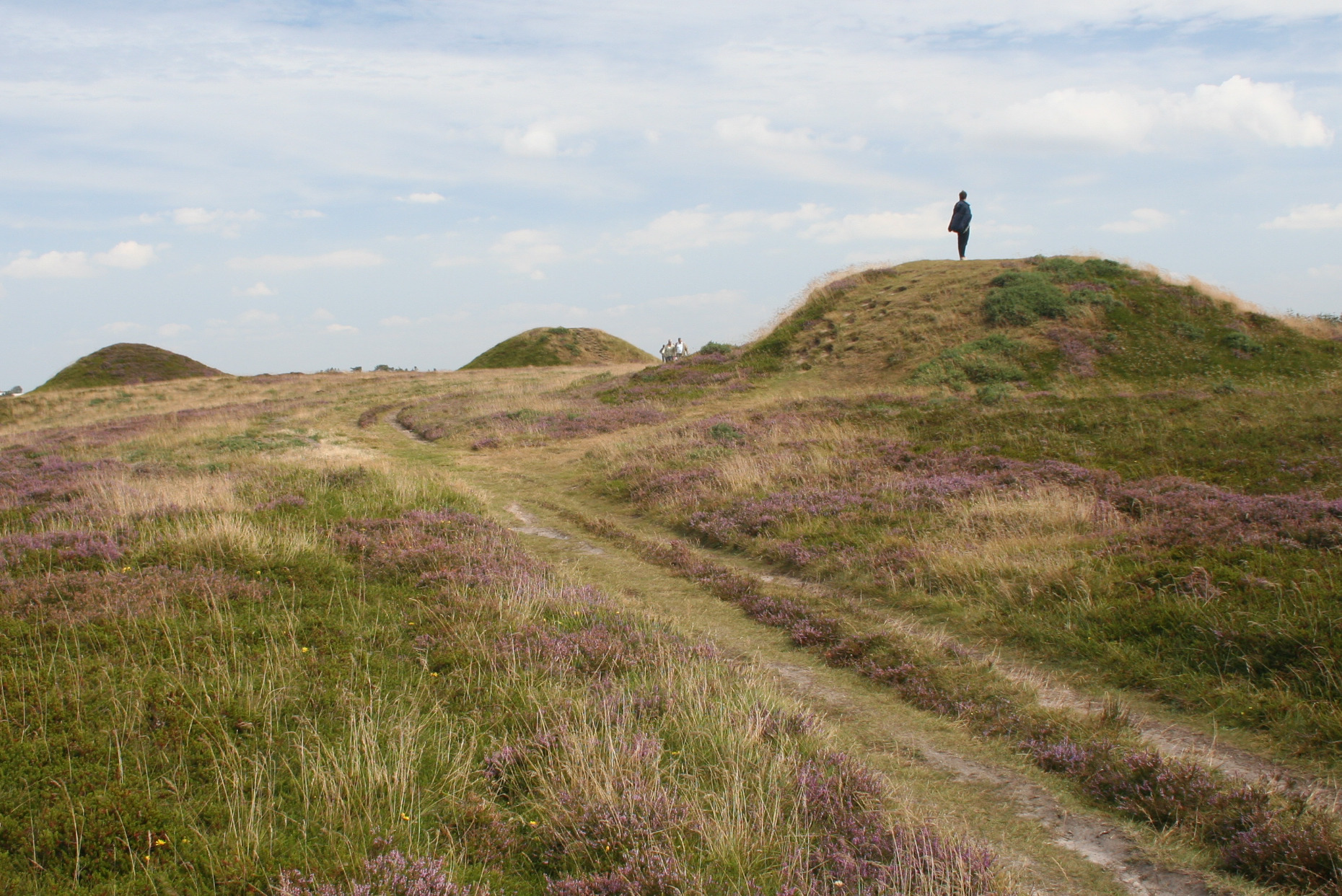
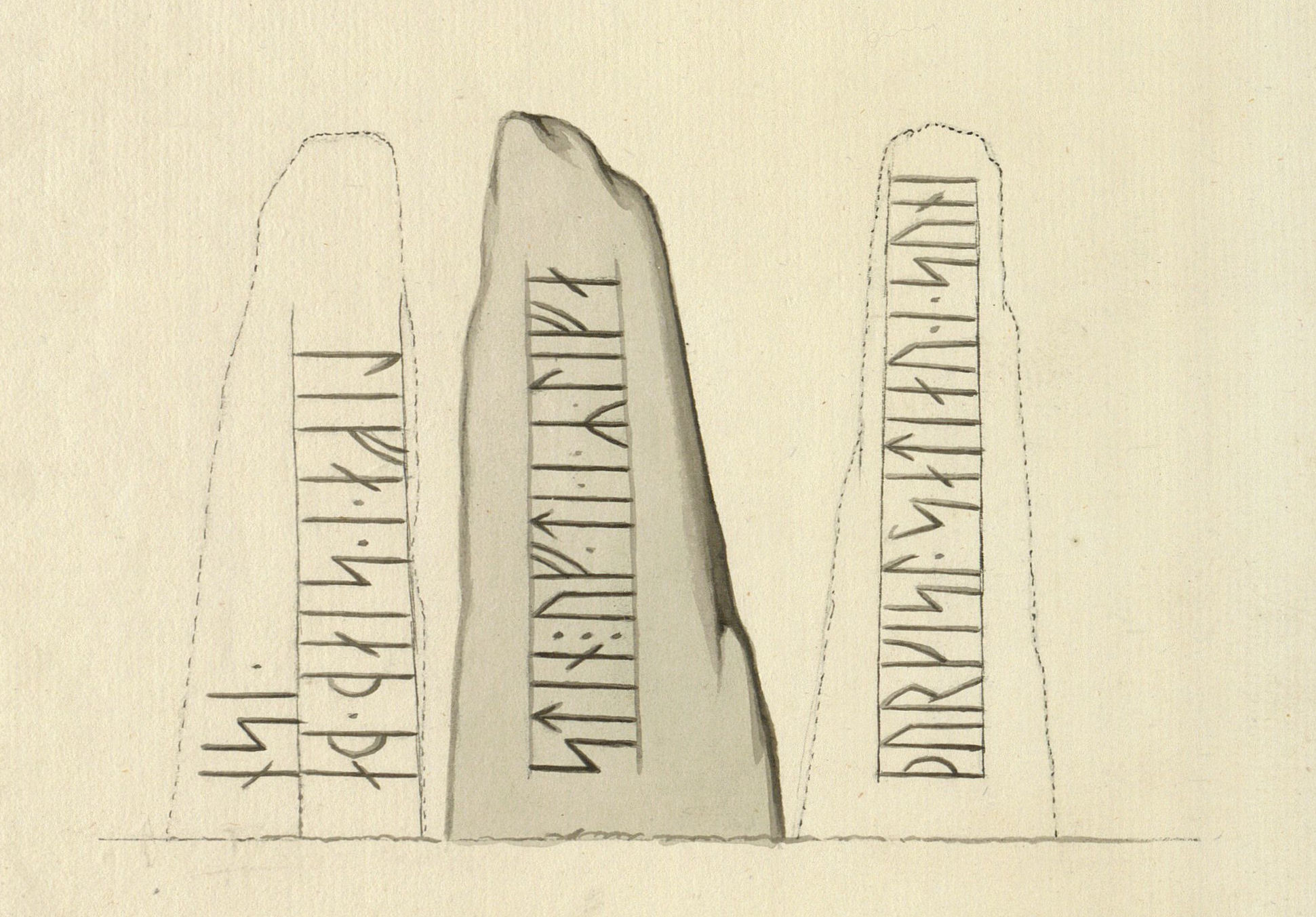
Ydbysten (DR 149 - NJy 41)

In der Nähe liegen:
- der Runenstein Ydbysten (oder Flarupsten) westlich von Ydby.
- der Runenstein DR 150 auf dem Friedhof von Hurup
- das Ganggrab Lundehøj bei Heltborg
- die Steinkisten und Grabhügel von Gettrup

## Notizen
1. ↑  "so genannte" weil der Begriff Friedhof den Toten der abrahamitischen Religionen vorbehalten ist
2. ↑   lt. Ingrid Falktoft Andersen 1994 S. 201 allein im Vendsyssel 500